# دار باريس للنقد
دار باريس للنقد  هي مؤسسة نقدية وطنية في فرنسا. أصبحت منذ عام 2007 مؤسسة عامة ذات طبيعة صناعية وتجارية تقوم بشكل خاص بتنفيذ المهام السيادية لتصنيع العملة الوطنية الفرنسية. أنشئت في 25 يونيو 864 تحت حكم تشارلز الثاني بموجب مرسوم de Pîtres، وهي واحدة من أقدم الشركات في العالم وأقدم مؤسسة فرنسية نشطة لحد الساعة.